# Ospedaletti
Ospedaletti (ligur nyelven (Spiareti ]) egy olasz község Liguria régióban, Imperia megyében.

## Elhelyezkedés
Ospedaletti Sanremótól 6, Imperiától 30 km-re helyezkedik el.

## Látványosságok

### Egyházi épületek
- Madonna delle Porrine kegyhely, épült  1768 és 1817 között.
- Sant'Erasmo templom
- San Giovanni Battista templom

### Polgári épületek

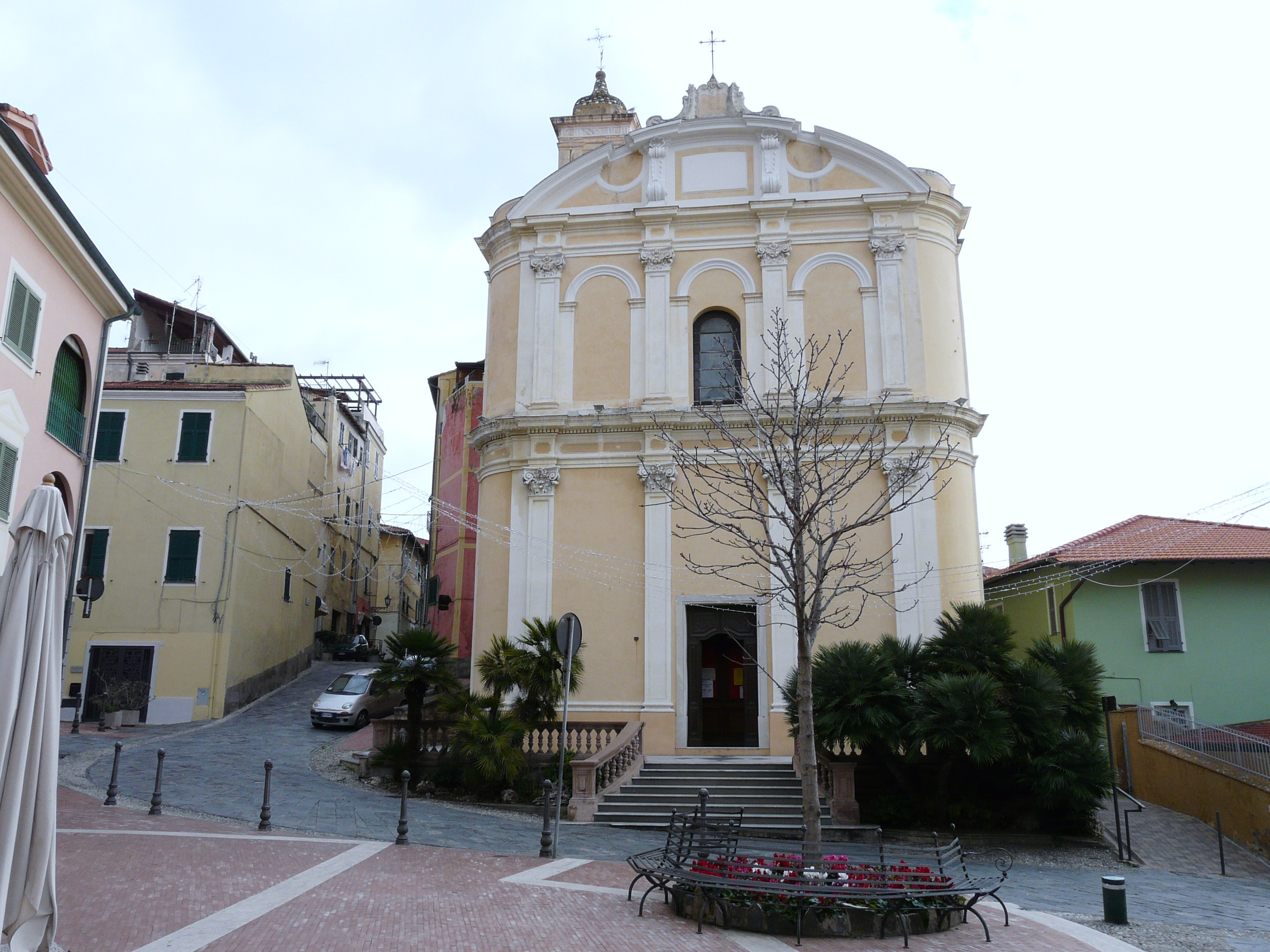
A San Giovanni Battista templom

- Villa Sultana: építésze a nizzai Sébastien Marcel Biasini. 1911 és 1925 között Olaszország első kaszinójának adott otthont.
- virágpiac

## Fordítás
- Ez a szócikk részben vagy egészben  az   Ospedaletti című olasz Wikipédia-szócikk fordításán alapul.  Az eredeti cikk szerkesztőit annak laptörténete sorolja fel. Ez a jelzés csupán a megfogalmazás eredetét és a szerzői jogokat jelzi, nem szolgál a cikkben szereplő információk forrásmegjelöléseként.